# Rodica Anghel
Rodica Anghel (30 de diciembre de 1983) es una deportista rumana que compitió en remo como timonel. Ganó dos medallas de plata en el Campeonato Mundial de Remo, en los años 2001 y 2005.

## Palmarés internacional
| Campeonato Mundial | Campeonato Mundial | Campeonato Mundial | Campeonato Mundial |
| Año                | Lugar              | Medalla            | Prueba             |
| ------------------ | ------------------ | ------------------ | ------------------ |
| 2001               | Lucerna (Suiza)    | Medalla de plata   | Ocho con timonel   |
| 2005               | Kaizu (Japón)      | Medalla de plata   | Ocho con timonel   |